# Cotesia americana
Cotesia americana är en stekelart som först beskrevs av Amédée Louis Michel Lepeletier 1825.  Cotesia americana ingår i släktet Cotesia och familjen bracksteklar. Inga underarter finns listade i Catalogue of Life.